# Site gallo-romain de Jonvelle
Le site gallo-romain de Jonvelle est un ensemble de ruines d'une villa gallo-romaine située à Jonvelle, dans le département de la Haute-Saône, en France.

## Localisation
Les ruines sont situées sur la commune de Jonvelle, dans le département français de la Haute-Saône, au lieu-dit Les jourdaines.

## Historique
Les vestiges sont découverts par l'abbé Descourvières en 1968. Ces premières fouilles permettent de mettre au jour la partie balnéaire de la villa, restés en bon état de conservation.
L'édifice est inscrit au titre des monuments historiques en 1992.

## Architecture
Les première fouilles dégagent trois petites pièces munies de baignoires et de mosaïques dont une est dans un très bon état de conservation et daterait du IIe siècle. En 1970-1971, les fouilles se poursuivent et permettent de découvrir les installations nécessaires aux bains : hypocauste et canalisations.
Divers objets antérieurs à la villa ont également été trouvés : fibules, monnaies, fragments de poterie.